# Allerton (Illinois)
Allerton es una villa en el Municipio de Sidell en el condado de Vermilion, en el estado estadounidense de Illinois. La población era de 293 en el censo del 2000. Una pequeña parte se extiende hacia el condado de Champaign.

## Geografía
Allerton se localiza a 39°54′46″N 87°56′08″O / 39.91278, -87.93556 (39.912859, -87.935636.
De acuerdo a la Oficina del Censo de los Estados Unidos, la villa tiene un área total de 0.6 millas cuadradas (1.7 km²), toda de tierra.

## Demografía
Según el censo de 2000 había 293 personas, 112 hogares y 89 familias residían en la villa. La densidad de población era de 454.4 personas por milla cuadrada (176.8/km ²). Había 122 viviendas en una densidad media de 189.2/mi ² (73.6/km ²). La distribución por razas de la aldea era 97.61% blancos, 0.68% afroamericanos, 1.71% asiáticos y 1.71% de dos o más razas. Hispanos o latinos de cualquier raza eran el 2.39% de la población.
Había 112 casas de las cuales 38.4% tenían niños menores de 18 años que vivían con ellos, el 64.3% son parejas casadas que viven juntas, 10.7% tenían una mujer jefe de familia sin presencia del marido y 20.5% eran no-familias. 18.8% de todas las casas fueron compuestos de individuos y 13.4% tienen a alguna persona anciana de 65 años de edad o más. El tamaño medio de la casa era 2.62 y el tamaño medio de la familia era 2.93.
En la villa la población separada es 28.3% menor de 18 años, el 7.8% de 18 a 24, 27.6% de 25 a 44, 22.9% a partir 45 a 64, y el 15.3% tiene más de 65 años de edad o más. La edad media fue de 37 años. Por cada 100 mujeres había 98.0 hombres. Por cada 100 mujeres mayores de 18 años, había 101.9 hombres.
La renta mediana para una casa en la aldea era $42,250, y la renta mediana para una familia era $51,964. Los varones tenían una renta mediana de $38,611 contra $28,750 para las mujeres. El ingreso per cápita de la villa era $17,512. Cerca de 4.5% de familias y 9.1% de la población estaban por debajo de la línea de pobreza, incluyendo ningún menor de 18 años y 8.6% de esos son mayores de 64 años.